# Distretto di Mueang Nakhon Sawan
Il distretto di Mueang Nakhon Sawan (in thailandese: เมืองนครสวรรค์) è un distretto (amphoe) della Thailandia, situato nella provincia di Nakhon Sawan, della quale è il capoluogo.